# Hyles lutea
Hyles lutea är en fjärilsart som beskrevs av Gschwander. 1912. Hyles lutea ingår i släktet Hyles och familjen svärmare. Inga underarter finns listade i Catalogue of Life.